# Az 1. FSV Mainz 05 2010–2011-es szezonja
| 1. FSV Mainz 05                                    | 1. FSV Mainz 05                                                                     |
| -------------------------------------------------- | ----------------------------------------------------------------------------------- |
|                                                    |                                                                                     |
| Vezetőedző                                         | Thomas Tuchel                                                                       |
| Jelenlegi helyezés                                 | 1.                                                                                  |
| DFB-Pokal                                          |                                                                                     |
| Gólkirályok                                        | Bajnokság: André Schürrle (4) Összesen: Lewis Holtby André Schürrle Szalai Ádám (4) |
| Legmagasabb hazai nézőszám                         | 20 300                                                                              |
| Legalacsonyabb hazai nézőszám                      | 23 000                                                                              |
| {\displaystyle \leftarrow } Előző szezon 2009–2010 | Következő szezon {\displaystyle \rightarrow } 2011–2012                             |
| Frissítve: 2010. október 14.                       |                                                                                     |

Az 1. FSV Mainz 05 2010–11-es szezonja 2010. augusztus 15-én kezdődött a német labdarúgókupában a Berlin AK 07 ellen, a szezonzáró mérkőzés 2011 május 14-én lesz a Bundesligában a FC St. Pauli ellen.

## Jelenlegi keret
2010 augusztus 31. szerint
| #  |           | Poszt | Név                                            |
| -- | --------- | ----- | ---------------------------------------------- |
| 1  | GER       | K     | Martin Pieckenhagen                            |
| 2  | DEN       | V     | Bo Svensson                                    |
| 3  | GER       | V     | Malik Fathi (kölcsönben a Szpartak Moszkvától) |
| 4  | Macedónia | V     | Nikolce Noveski (Csapatkapitány)               |
| 5  | GER       | V     | Eugen Gopko                                    |
| 6  | GER       | KP    | Marco Caligiuri                                |
| 7  | GER       | KP    | Eugen Polanski                                 |
| 8  | Szlovákia | V     | Radoslav Zabavník                              |
| 9  | Tunézia   | CS    | Sami Allagui                                   |
| 10 | CZE       | KP    | Jan Šimák                                      |
| 11 | DEN       | CS    | Morten Rasmussen (kölcsönben a Celtictől)      |
| 14 | GER       | CS    | André Schürrle                                 |
| 15 | GER       | V     | Jan Kirchhoff                                  |
| 16 | GER       | KP    | Florian Heller                                 |

| #  |           | Poszt | Név                                                 |
| -- | --------- | ----- | --------------------------------------------------- |
| 17 | Nigéria   | CS    | Haruna Babangida                                    |
| 18 | GER       | KP    | Lewis Holtby (kölcsönben a Schalkétól)              |
| 19 | Kolumbia  | KP    | Elkin Soto                                          |
| 21 | Szlovákia | KP    | Miroslav Karhan                                     |
| 22 | Ausztria  | V     | Christian Fuchs (kölcsönben a VfL Bochum)           |
| 23 | GER       | KP    | Marcel Risse (kölcsönben a Bayer Leverkusentől)     |
| 24 | HUN       | V     | Lőw Zsolt                                           |
| 25 | Ausztria  | KP    | Andreas Ivanschitz (kölcsönben a Panathinaikósztól) |
| 26 | GER       | V     | Niko Bungert                                        |
| 28 | HUN       | CS    | Szalai Ádám                                         |
| 29 | GER       | K     | Christian Wetklo                                    |
| 33 | GER       | K     | Heinz Müller                                        |
| 35 | BIH       | CS    | Petar Slišković                                     |

### Kölcsönben
| #  |     | Poszt | Név                                                        |
| -- | --- | ----- | ---------------------------------------------------------- |
| 11 | CZE | KP    | Filip Trojan (a MSV Duisburgnál 2011. június 30-ig)        |
| 34 | GER | V     | Stefan Bell (a TSV 1860 Münchennél 2011. június 30-ig)     |
| 36 | MKD | CS    | Dragan Georgiev (a SC Paderborn 07-nél 2011. június 30-ig) |

|  |

## Átigazolások

### Nyári átigazolások
| #  |     | Poszt | Név                                           |
| -- | --- | ----- | --------------------------------------------- |
| 1  | GER | K     | Martin Pieckenhagen (a Heracles Almelótól.)   |
| 6  | GER | KP    | Marco Caligiuri (a SpVgg Greuther Fürthtől.)  |
| 9  | TUN | CS    | Sami Allagui (a SpVgg Greuther Fürthtől.)     |
| 11 | DEN | CS    | Morten Rasmussen (kölcsönben a Celtictől.)    |
| 13 | GER | KP    | Marcel Risse (kölcsönben a Bayer Leverkusen.) |
| 17 | NGR | KP    | Haruna Babangida (a FC Kuban Krasnodartól.)   |
| 18 | GER | KP    | Lewis Holtby (kölcsönben a Schalkétól.)       |
| 22 | AUT | V     | Christian Fuchs (kölcsönben a VfL Bochumtól.) |
| 28 | HUN | CS    | Szalai Ádám (a Real Madrid Castillától.)      |
| 34 | GER | V     | Stefan Bell (az 1. FSV Mainz U-19-től.)       |
| 36 | MKD | CS    | Dragan Georgiev (kölcsönben a FK Turnovótól.) |

| #  |     | Poszt | Név                                           |
| -- | --- | ----- | --------------------------------------------- |
| 1  | GER | K     | Martin Pieckenhagen (a Heracles Almelótól.)   |
| 6  | GER | KP    | Marco Caligiuri (a SpVgg Greuther Fürthtől.)  |
| 9  | TUN | CS    | Sami Allagui (a SpVgg Greuther Fürthtől.)     |
| 11 | DEN | CS    | Morten Rasmussen (kölcsönben a Celtictől.)    |
| 13 | GER | KP    | Marcel Risse (kölcsönben a Bayer Leverkusen.) |
| 17 | NGR | KP    | Haruna Babangida (a FC Kuban Krasnodartól.)   |
| 18 | GER | KP    | Lewis Holtby (kölcsönben a Schalkétól.)       |
| 22 | AUT | V     | Christian Fuchs (kölcsönben a VfL Bochumtól.) |
| 28 | HUN | CS    | Szalai Ádám (a Real Madrid Castillától.)      |
| 34 | GER | V     | Stefan Bell (az 1. FSV Mainz U-19-től.)       |
| 36 | MKD | CS    | Dragan Georgiev (kölcsönben a FK Turnovótól.) |

| #  |              | Poszt | Név                                           |
| -- | ------------ | ----- | --------------------------------------------- |
| 1  | GER          | K     | Dimo Wache (Visszavonult.)                    |
| 6  | GER          | V     | Tim Hoogland (a Schalkébe.)                   |
| 11 | CZE          | CS    | Filip Trojan (kölcsönbe a MSV Duisburgba.)    |
| 17 | GER          | V     | Marco Rose (az 1. FSV Mainz 05 II-be.)        |
| 22 | ALG          | CS    | Chadli Amri (az 1. FC Kaiserslauternbe.)      |
| 22 | TUR          | KP    | Tufan Tosunoğlu (a FSV Frankfurtba.)          |
| 23 | Burkina Faso | CS    | Aristide Bancé (a Al Ahliba.)                 |
| 32 | MNE          | CS    | Dragan Bogavac (Visszavonult.)                |
| 34 | GER          | V     | Stefan Bell (kölcsönbe a TSV 1860 Münchenbe.) |
| 36 | MKD          | CS    | Dragan Georgiev (kölcsönbe a SC Paderbornba.) |
| -- | ALB          | KP    | Jahmir Hyka (a Panionios GSS-be.)             |

| #  |              | Poszt | Név                                           |
| -- | ------------ | ----- | --------------------------------------------- |
| 1  | GER          | K     | Dimo Wache (Visszavonult.)                    |
| 6  | GER          | V     | Tim Hoogland (a Schalkébe.)                   |
| 11 | CZE          | CS    | Filip Trojan (kölcsönbe a MSV Duisburgba.)    |
| 17 | GER          | V     | Marco Rose (az 1. FSV Mainz 05 II-be.)        |
| 22 | ALG          | CS    | Chadli Amri (az 1. FC Kaiserslauternbe.)      |
| 22 | TUR          | KP    | Tufan Tosunoğlu (a FSV Frankfurtba.)          |
| 23 | Burkina Faso | CS    | Aristide Bancé (a Al Ahliba.)                 |
| 32 | MNE          | CS    | Dragan Bogavac (Visszavonult.)                |
| 34 | GER          | V     | Stefan Bell (kölcsönbe a TSV 1860 Münchenbe.) |
| 36 | MKD          | CS    | Dragan Georgiev (kölcsönbe a SC Paderbornba.) |
| -- | ALB          | KP    | Jahmir Hyka (a Panionios GSS-be.)             |

### Téli átigazolások
| # |  | Poszt | Név |
| - |  | ----- | --- |

| # |  | Poszt | Név |
| - |  | ----- | --- |

| # |  | Poszt | Név |
| - |  | ----- | --- |

| # |  | Poszt | Név |
| - |  | ----- | --- |

## Eredmények

### Bundesliga
Győzelem
      Döntetlen
      Vereség
| Mérkőzés | Dátum                | Pálya | Ellenfél                 | Eredmény F–A                                                        | Nézőszám | Mainz 05 Góllövői                                                         |
| -------- | -------------------- | ----- | ------------------------ | ------------------------------------------------------------------- | -------- | ------------------------------------------------------------------------- |
| 1        | 2010. augusztus 22.  | H     | VfB Stuttgart            | 2–0 Archiválva 2012. szeptember 27-i dátummal a Wayback Machine-ben | 20 300   | Allagui 26', Rasmussen 47'                                                |
| 2        | 2010. augusztus 28.  | I     | VfL Wolfsburg            | 4–3 Archiválva 2010. augusztus 16-i dátummal a Wayback Machine-ben  | 26 000   | Rasmussen 39', Soto 48', Schürrle 58', Szalai 85'                         |
| 3        | 2010. szeptember 12. | H     | 1. FC Kaiserslautern     | 2–1 Archiválva 2010. augusztus 16-i dátummal a Wayback Machine-ben  | 20 300   | Bungert 71', Schürrle 73'                                                 |
| 4        | 2010. szeptember 17. | I     | Werder Bremen            | 2–0 Archiválva 2012. szeptember 27-i dátummal a Wayback Machine-ben | 35 000   | Risse 53', Schürrle 61'                                                   |
| 5        | 2010. szeptember 21. | H     | 1. FC Köln               | 2–0 Archiválva 2010. szeptember 24-i dátummal a Wayback Machine-ben | 20 300   | Holtby 72'                                                                |
| 6        | 2010. szeptember 25. | I     | FC Bayern München        | 2–1 Archiválva 2012. szeptember 27-i dátummal a Wayback Machine-ben | 69 000   | Allagui 15', Szalai 77'                                                   |
| 7        | 2010. október 2.     | H     | TSG 1899 Hoffenheim      | 4–2 Archiválva 2012. szeptember 27-i dátummal a Wayback Machine-ben | 20 300   | Allagui 2', Szalai 47', Luis Gustavo 59' (öngól), Schürrle 74' (11-esből) |
| 8        | 2010. október 16.    | H     | Hamburger SV             | 0–1 Archiválva 2012. szeptember 28-i dátummal a Wayback Machine-ben | 20 300   |                                                                           |
| 9        | 2010. október 24.    | A     | Bayer 04 Leverkusen      | 1–0 Archiválva 2012. szeptember 28-i dátummal a Wayback Machine-ben | 27 000   | Ivanschitz 70'                                                            |
| 10       | 2010. október 30.    | H     | Borussia Dortmund        |                                                                     |          |                                                                           |
| 11       | 2010. november 6.    | I     | SC Freiburg              |                                                                     |          |                                                                           |
| 12       | 2010. november 13.   | H     | Hannover 96              |                                                                     |          |                                                                           |
| 13       | 2010. november 20.   | I     | Borussia Mönchengladbach |                                                                     |          |                                                                           |
| 14       | 2010. november 26.   | H     | 1. FC Nürenberg          |                                                                     |          |                                                                           |
| 15       | 2010. december 4.    | I     | Eintracht Frankfurt      |                                                                     |          |                                                                           |
| 16       | 2010. december 12.   | H     | FC Schalke 04            |                                                                     |          |                                                                           |
| 17       | 2010. december 18.   | I     | FC St. Pauli             |                                                                     |          |                                                                           |

### DFB-Pokal
Győzelem
      Döntetlen
      Vereség
| Mérkőzés | Dátum               | Pálya | Ellenfél         | Eredmény F–A | Nézőszám | Mainz 05 Góllövői |
| -------- | ------------------- | ----- | ---------------- | ------------ | -------- | ----------------- |
| 1        | 2009. augusztus 14. | A     | Berlin AK 07     | 2–1          | 1 120    | Holtby 38' 70'    |
| 2        | 2010. október 27.   | A     | Alemannia Aachen | 1–2          | 25,657   | Szalai 68'        |